# Генріх Анкер
Генріх Анкер (нім. Heinrich Ancker; 7 жовтня 1886, Мемель — 15 травня 1960, Гамбург) — німецький військово-морський діяч, віце-адмірал крігсмаріне (1 листопада 1940).

## Біографія
1 квітня 1906 року вступив на флот кадетом. Закінчив військово-морське училище зі спеціальним курсом. З вересня 1910 року служив на міноносцях, в 1913 році — на кораблях Східно-азіатської ескадри. Учасник Першої світової війни, вахтовий офіцер важкого крейсера «Фатерланд» (14 червня — 8 грудня 1914), з 17 вересня 1917 року — ад'ютант 2-ї морехідної дивізії, потім — у відділі кадрів військово-морської станції «Остзе».
Після війни залишений на флоті. З 1 жовтня 1921 року — навігаційний офіцер крейсера «Гамбург», з 29 вересня 1923 року — командир роти 5-го батальйону берегової оборони, з 17 лютого 1925 року — 1-й офіцер крейсера «Німфа». 28 вересня 1927 року призначений командиром 6-го морського артилерійського батальйону. З 2 жовтня 1930 по 5 жовтня 1932 року — командир 2-го батальйону кадрованої корабельної дивізії «Остзе». З 1 січня 1933 року — комендант Вільгельмсгафена. 27 вересня 1934 року призначений командиром лінійного корабля «Сілезія». З 24 вересня 1936 року — комендант військово-морського арсеналу в Кілі.
30 листопада 1937 року призначений інспектором 10-ї військово-економічної інспекції з штаб-квартирою в Гамбурзі. Після початку німецько-радянської війни одночасно з червня 1941 по січень 1942 року був ще й інспектором військово-економічної інспекції «Північ», в зону відповідальності якої входили Литва, Латвія, Естонія і частину північних територій РРФСР. 31 серпня 1942 року звільнений у відставку. З 1 вересня 1942 по лютий 1945 року займав пост імперського комісара берегового морського управління в Гамбурзі.
З 1 лютого 1948 по 31 серпня 1957 року — федеральний представник в морському управлінні Гамбурга.

## Нагороди
- Рятувальна медаль (4 травня 1907)
- Срібна медаль «За врятоване життя» (США) (14 квітня 1908)
- Залізний хрест 2-го і 1-го класу
- Морський нагрудний знак «За поранення» в чорному
- Колоніальний знак
- Почесний хрест ветерана війни з мечами
- Медаль «За вислугу років у Вермахті» 4-го, 3-го, 2-го і 1-го класу (25 років; 2 жовтня 1936) — отримав 4 нагороди одночасно.
- Хрест Воєнних заслуг 2-го і 1-го класу з мечами